# Tadshikoraphidia dolini
Tadshikoraphidia dolini is een kameelhalsvliegensoort uit de familie van de Raphidiidae. De soort komt voor in Tadzjikistan.
Tadshikoraphidia dolini werd voor het eerst wetenschappelijk beschreven door U. Aspöck & H. Aspöck in 1980.